# Herkulesbrunnen (Augsburg)

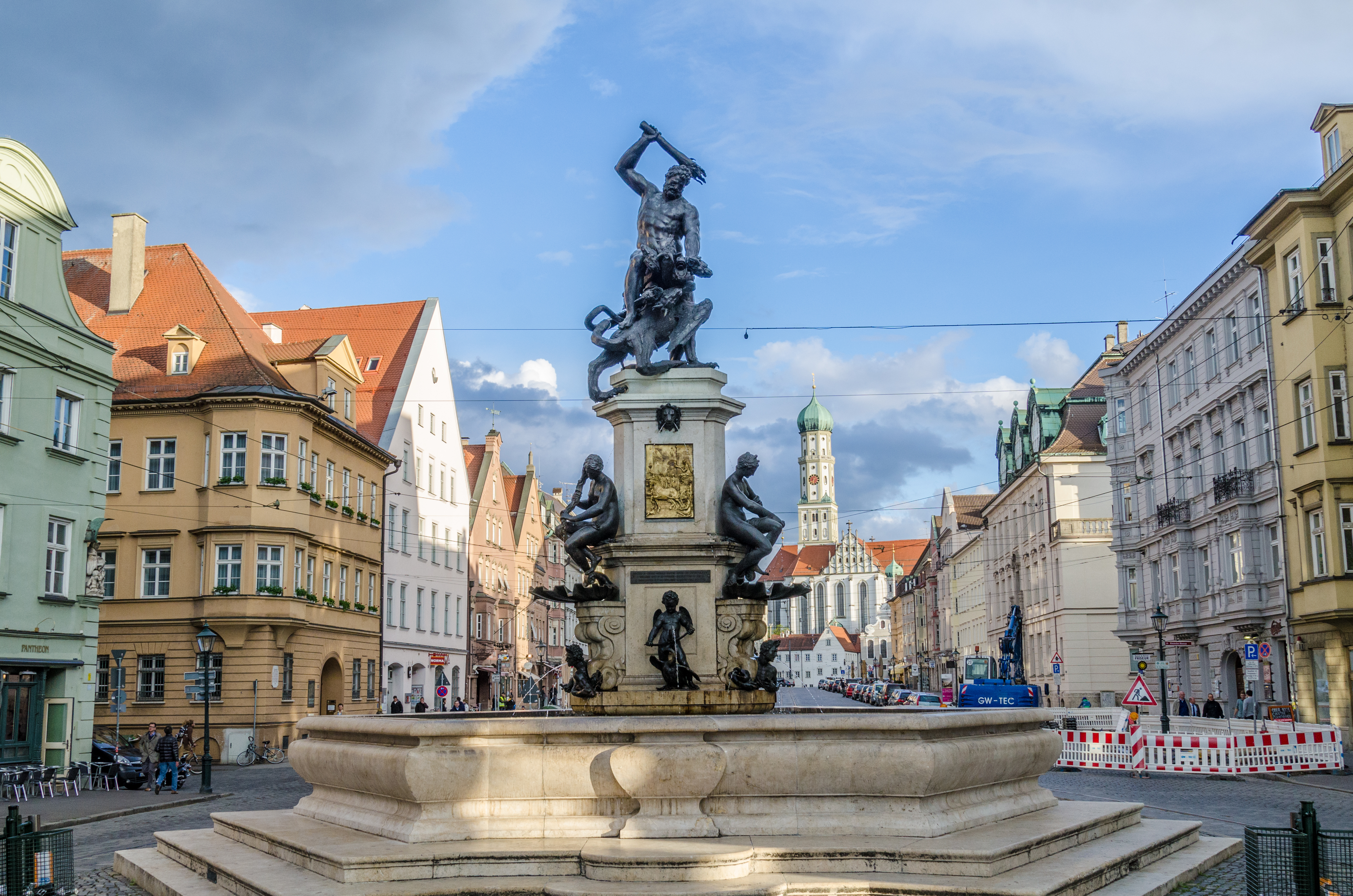
Herkulesbrunnen in der Maximilianstraße in Augsburg

Der Herkulesbrunnen in der Maximilianstraße ist neben dem Augustusbrunnen und Merkurbrunnen einer der drei Prachtbrunnen in Augsburg. Er wurde 1596–1600 von Adriaen de Vries im Stil der Renaissance geschaffen. Seine Hauptfigur stellt den griechischen Halbgott Herkules dar.
Der Brunnen wurde als Teil des „Augsburger Wassermanagement-Systems“ am 6. Juli 2019 in die Welterbeliste der UNESCO aufgenommen.

## Geschichte
Der Herkulesbrunnen wurde in den Jahren 1597 bis 1600 von Adriaen de Vries modelliert, danach von Wolfgang Neidhardt in Augsburg gegossen und 1602 auf dem Weinmarkt vor dem Siegelhaus sowie den Fuggerhäusern aufgestellt. Bis zum Jahre 1809 stand südlich des Brunnens in der Mitte der heutigen Maximilianstraße ein Gebäudezug, der bis zum Ulrichsplatz reichte und der zum Herkulesbrunnen hin mit der Fassade des Siegelhauses ausgerichtet war. Mit dem Abbruch der Gebäude verlor der Herkulesbrunnen seine ursprüngliche Verankerung in der Maximilianstraße. Der Brunnen ist dem Stil der manieristischen Renaissance zuzuordnen.

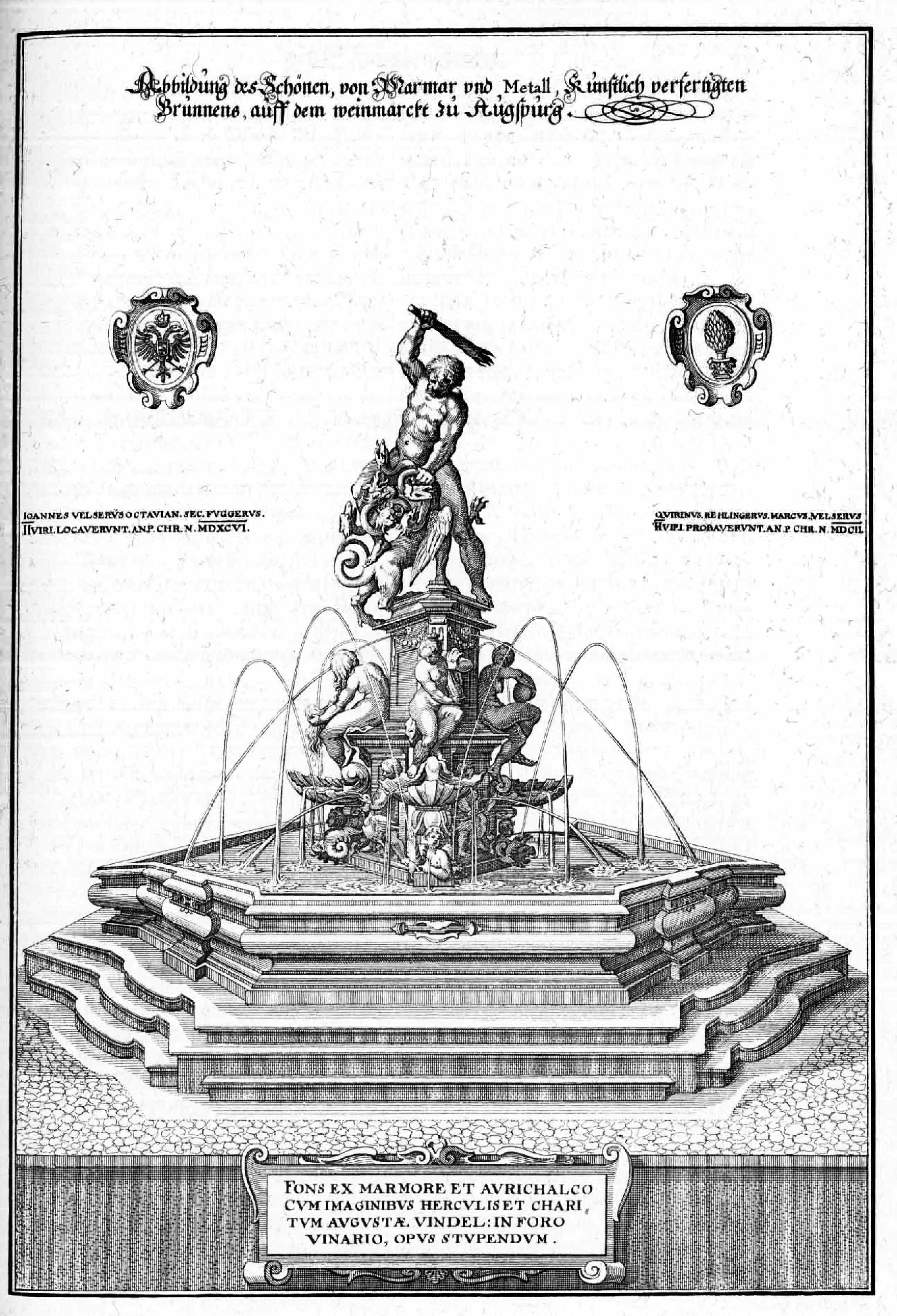
Auf einem Stich von Matthäus Merian (1643)
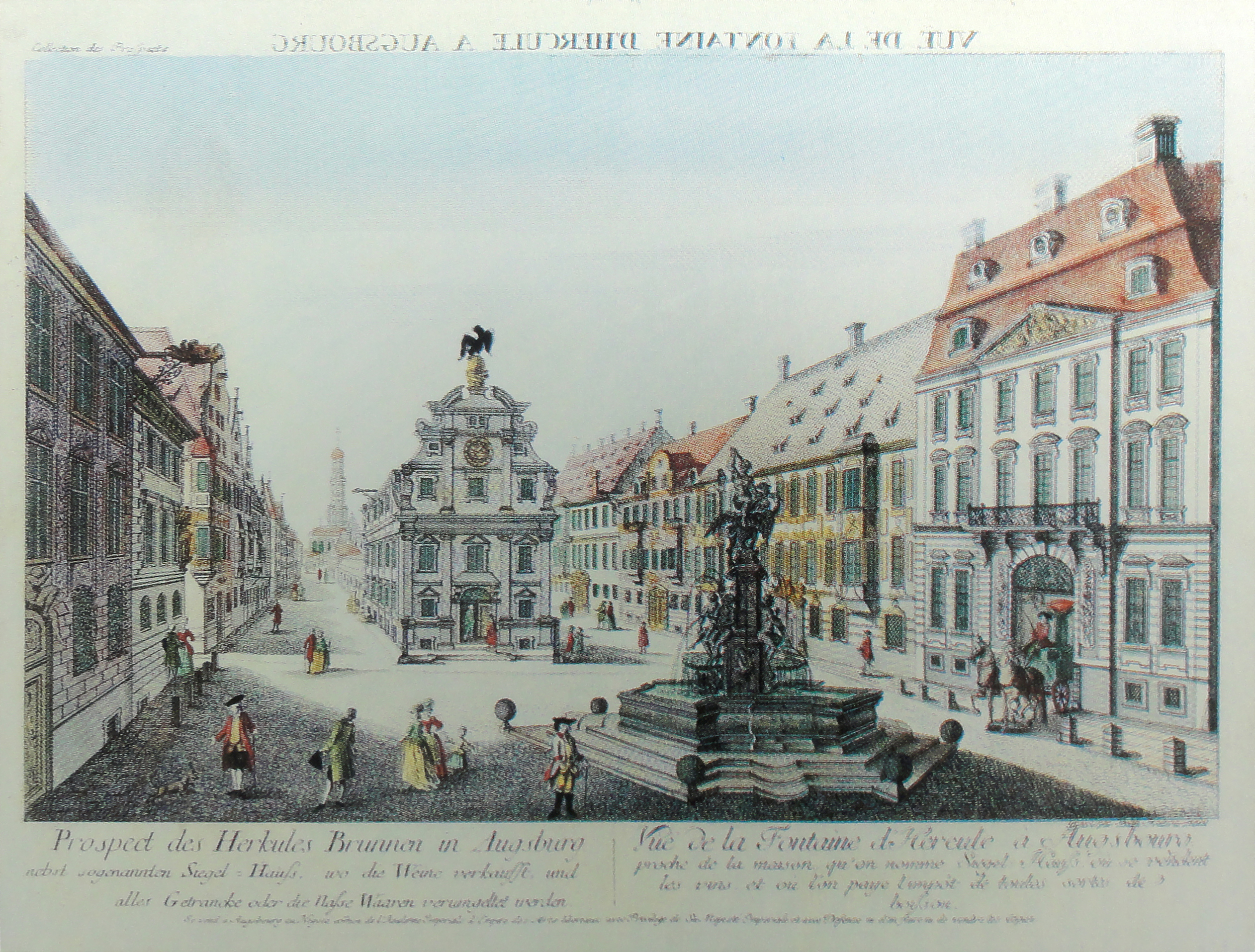
Vor dem Siegelhaus (um 1770)
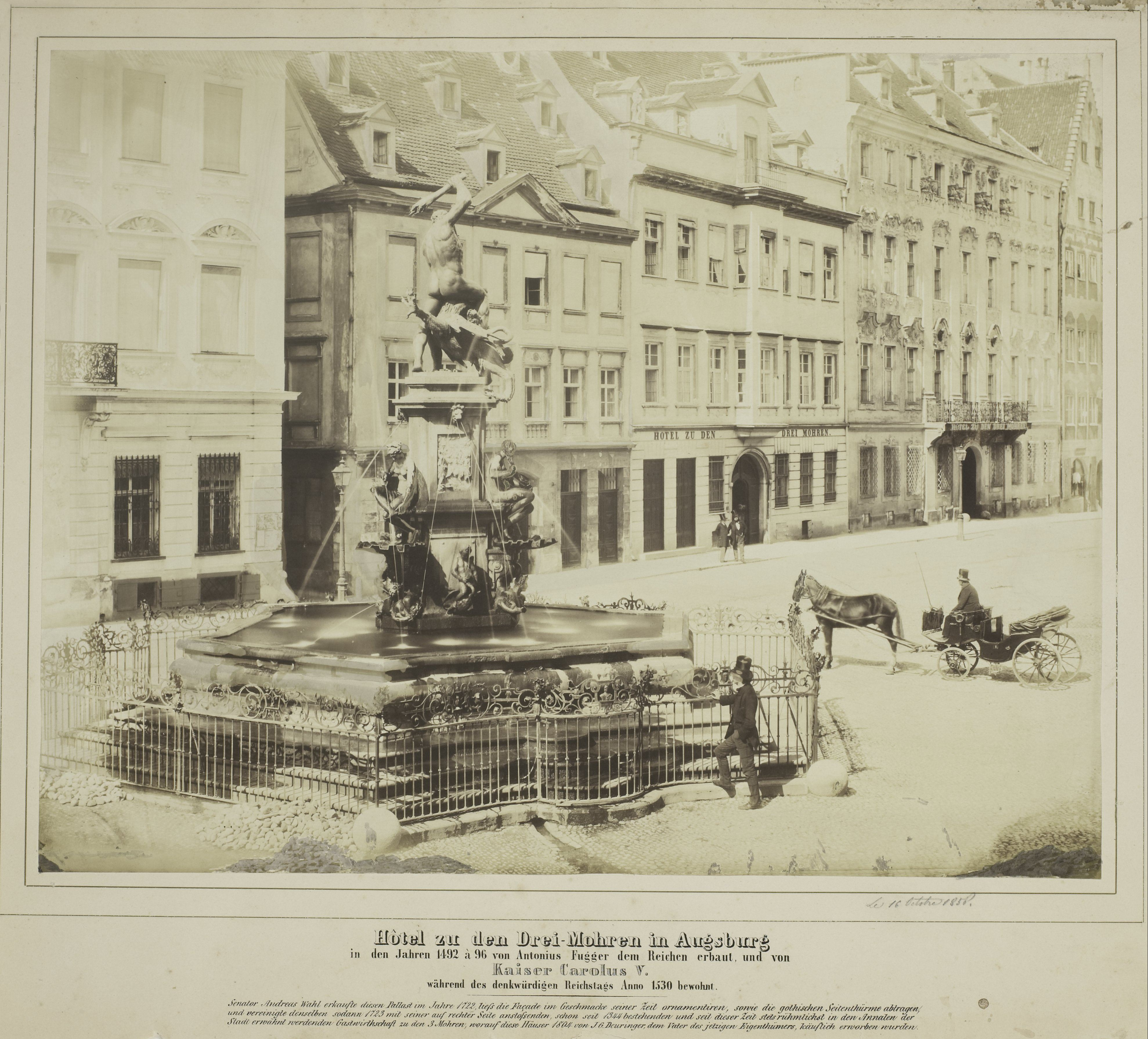
Mit dem Hotel Drei Mohren (1858)
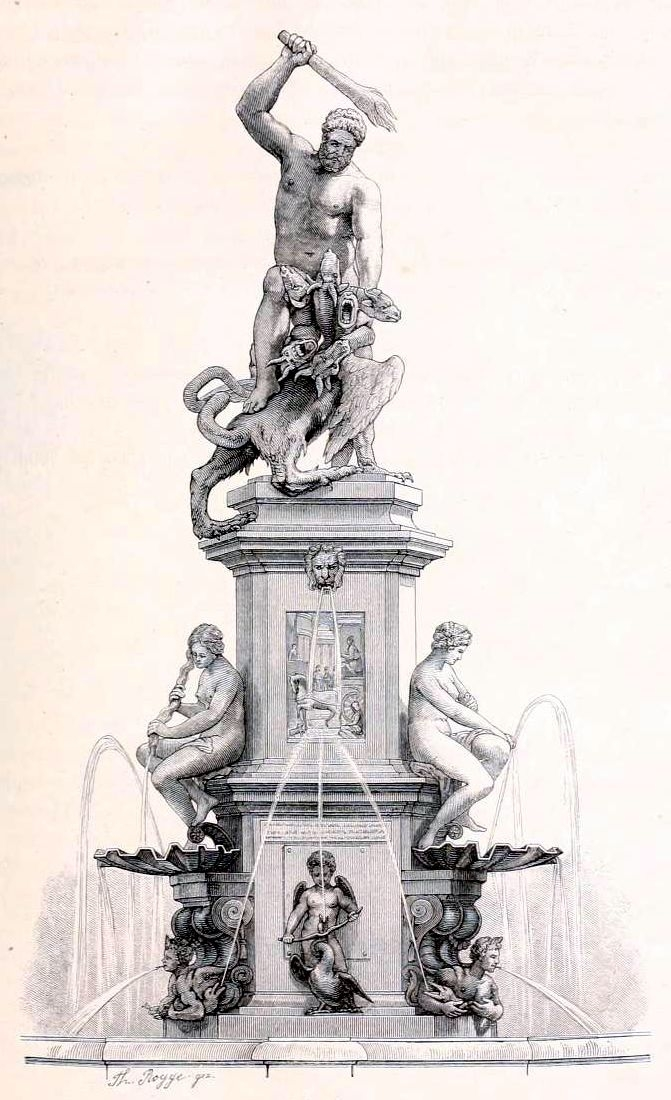
Auf einer Zeichnung von Theodor Rogge (1882)

### Statue des Herkules
Die Anlage des Herkulesbrunnens ist dreiseitig. Die auf einer starken Standplatte stehende, drei Meter hohe Bronzegruppe zeigt den Prototypus aller Helden, den muskulösen, nackten und bärtigen Herkules mit einer Siegerbinde in den krausen Haaren. In seiner Hand hält er eine Flammenkeule, um das siebenköpfige, geschuppte und geflügelte Ungeheuer, die Hydra, zu erschlagen. Nach der Sage benötigte Herkules die Flammenkeule, um die Wurzeln der abgeschlagenen Köpfe zu versengen und die Hydra so zu hindern, neue Köpfe hervorzutreiben. Dargestellt ist auf diese Weise der Sieg des Menschen über die wilde Kraft des Wassers und die Macht des Feuers. Darüber hinaus sollte Herkules die wahrhafte Stärke der Freien Reichsstadt Augsburg versinnbildlichen.

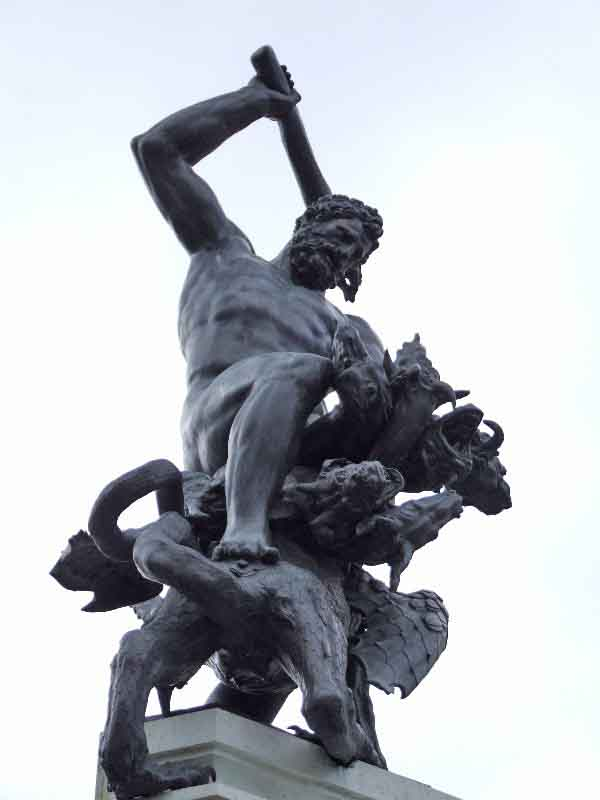
Detail Figur des Herkules
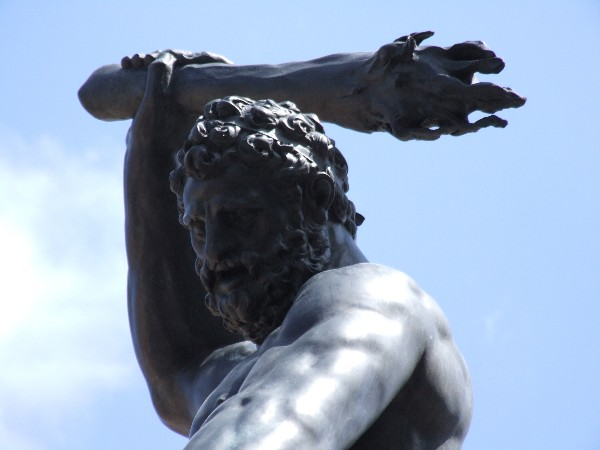
Detail Flammenkeule des Herkules
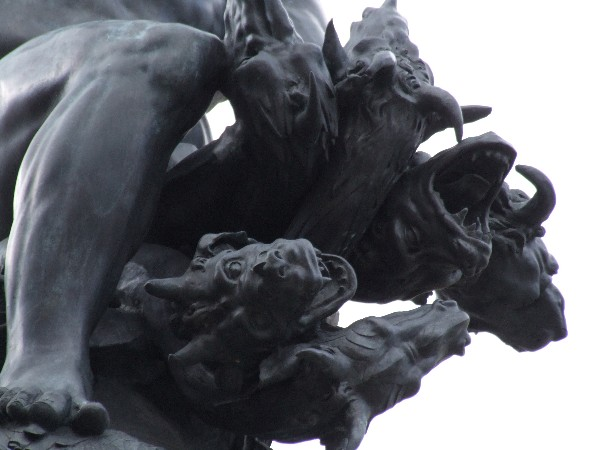
Detail siebenköpfige Hydra
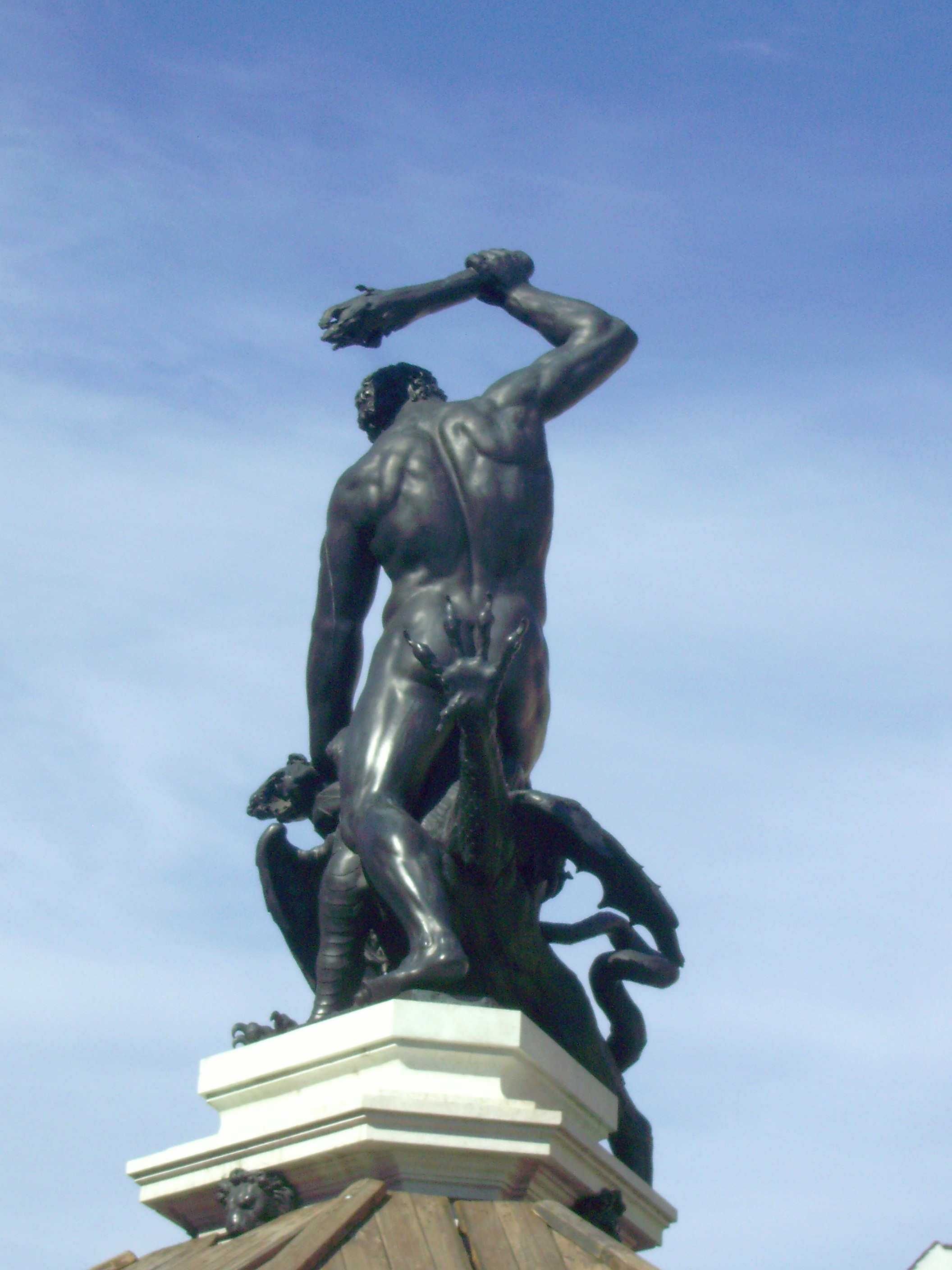
Detail der Herkules-Statue

### Brunnenfiguren
Auf dem gesimsähnlichen Vorsprung des breiteren unteren Pfeilerblocks sitzen drei Najaden, die durch ihre Betätigungen das Element des Wassers thematisieren. Eine Frau wringt ein Tuch aus, eine zweite streift sich das Wasser aus dem Haar, eine dritte gießt sich aus einer Kanne Wasser auf die übereinandergeschlagenen Beine. Diese Frauengestalten können auch als Göttinnen der Zeit und des Schicksals gesehen werden: Klotho, die Spinnerin des Lebensfadens, Lachesis, die die Länge des Lebensfadens bestimmt, und Atropos, die unabwendbar den Faden abschneidet. Hier scheint die Vorstellung vom Lebensfaden auf diejenige vom Lebenswasser übertragen zu sein. Die drei Frauendarstellungen sind denen des Giovanni da Bologna in Florenz sehr ähnlich.
Unterhalb der vorragenden Muschelschalen befinden sich drei Männer mit Muscheln und Fischen in den Händen, die sie als Meeresgötter ausweisen. Neben den muskulösen Männern, die nur mit ihrem Oberkörper aus dem Wasser ragen, sind drei geflügelte übermütige Putten zu sehen. Diese Knaben – ein seit der Antike bekanntes Motiv – halten hier Gänse, die sie erwürgen oder erstechen, zwischen ihren Beinen fest. Da aber aus dieser Position die Köpfe der Gänse das Wasser in hohem Bogen ausspeien und die Knaben dazu lächeln, erhält das Ganze einen etwas ausgelassenen Zug.

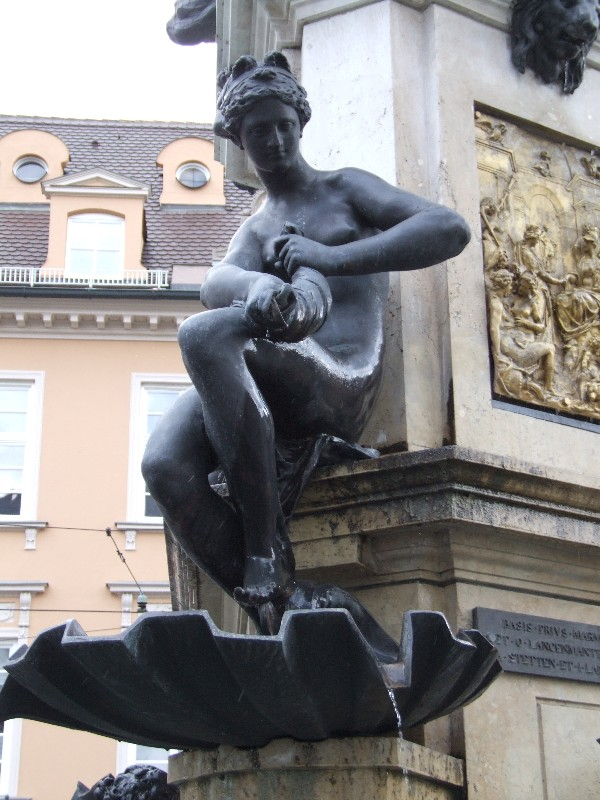
Herkulesbrunnen, Najade wringt ein Tuch aus
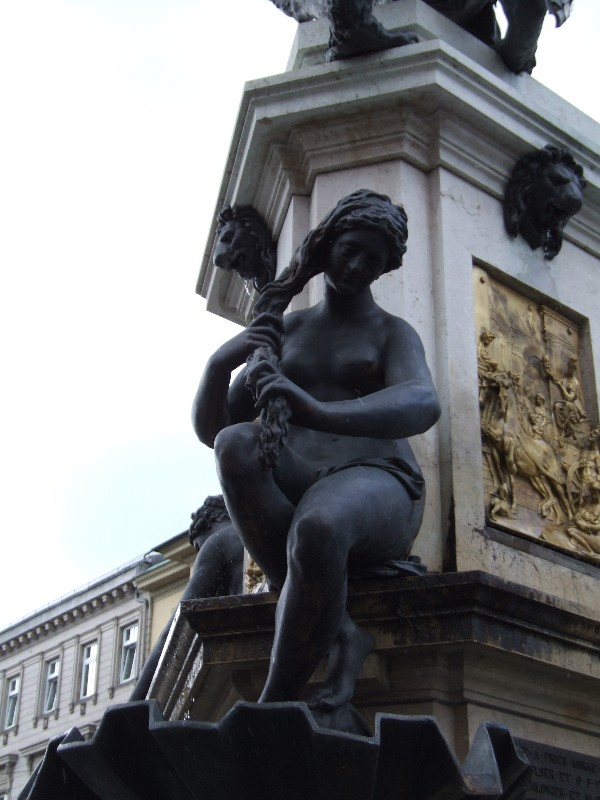
Herkulesbrunnen, Najade streift sich Wasser aus dem Haar
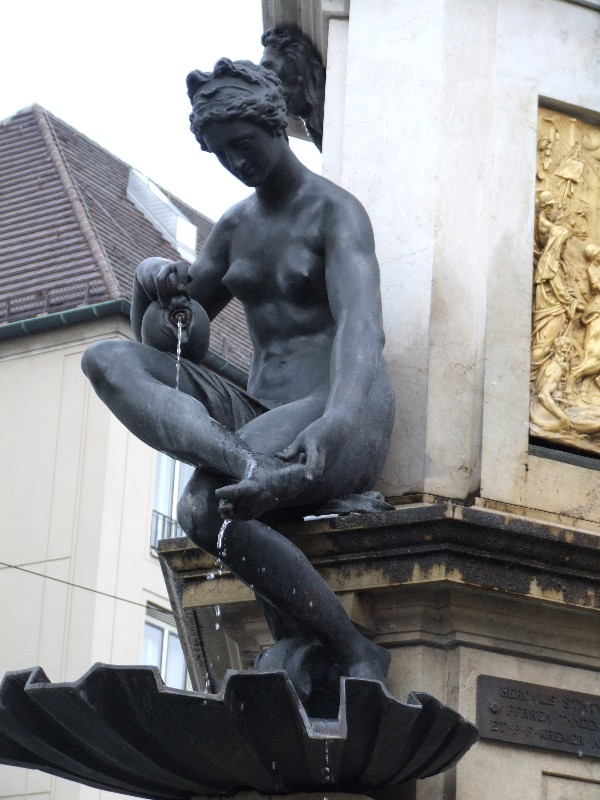
Herkulesbrunnen, Najade gießt sich Wasser über Beine
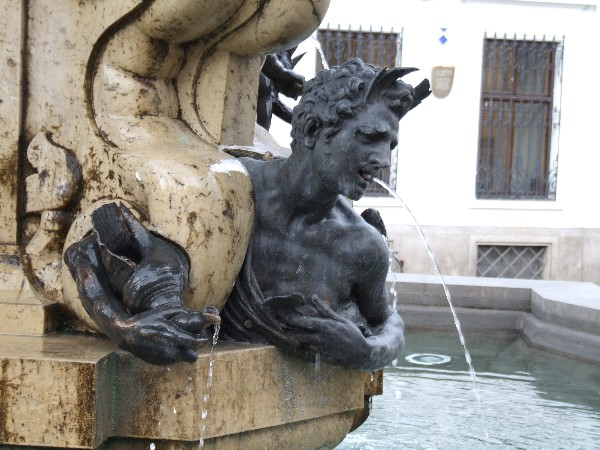
Herkulesbrunnen Meergott
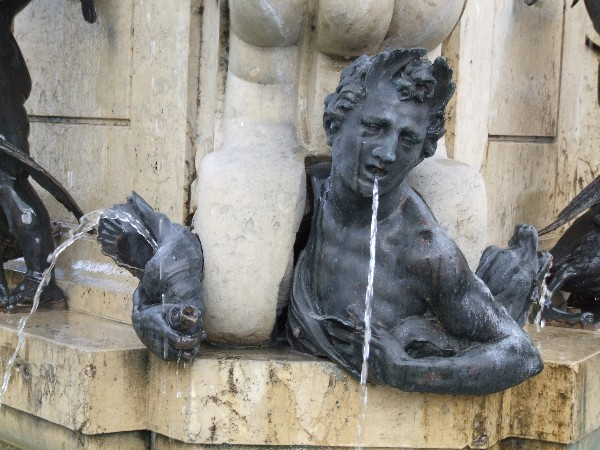
Herkulesbrunnen weiter Meergott
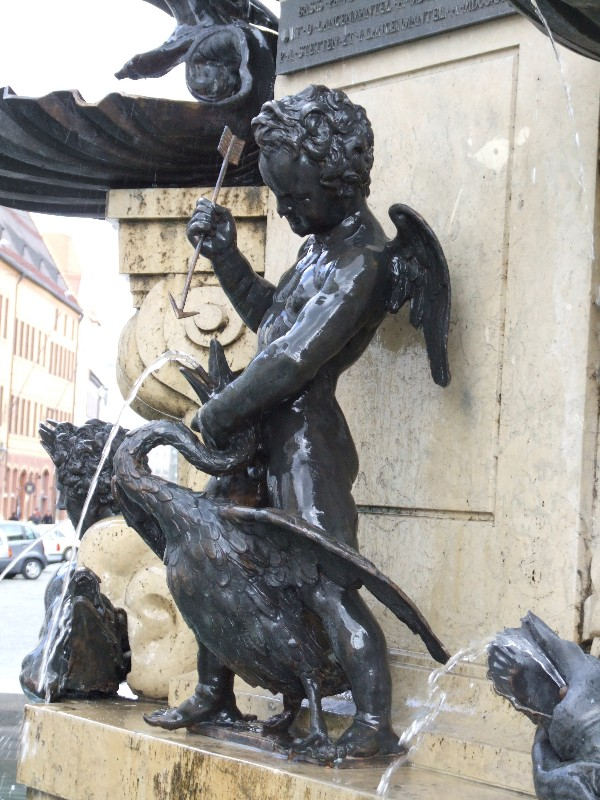
Erster Knabe
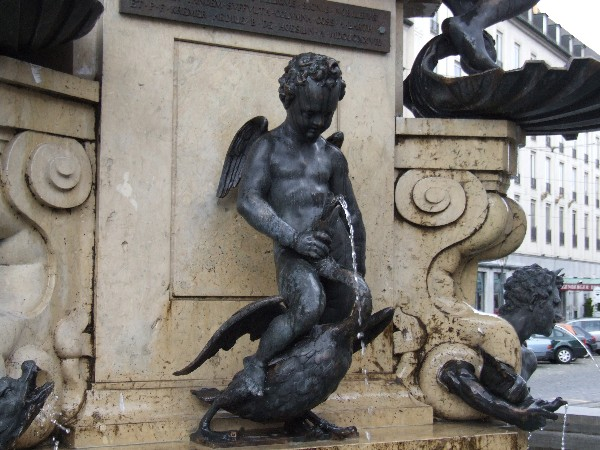
Zweiter Knabe
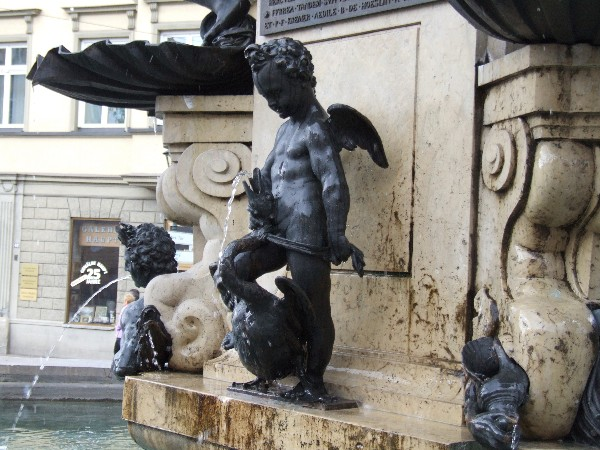
Dritter Knabe

### Bronzerelieftafeln
Von großer Bedeutung sind die drei in Marmorrahmungen eingelassenen vergoldeten Bronzerelieftafeln zwischen den drei Frauengestalten. Das erste Relief zeigt, nach rechts gerichtet, die Gründung der Stadt Augsburg. Ein Stier und eine Kuh, die unter das Joch gespannt sind, ziehen den Furchenpflug, mit dem die Grenze der Stadtausdehnung in die Erde gegraben wird. Die Fahne mit dem Stadtwappen wird aufgerichtet. Links vorne sitzt ein Mann mit langem Bart (dem Langbärtigen vom Augustusbrunnen sehr ähnlich), der ein Fabelwesen, das Sternzeichen des Steinbocks, unter seinem Arm hält: Unter diesem Sternzeichen wurde Kaiser Augustus geboren.
Auf dem zweiten Relief ist die Verbindung und das Bündnis von „Roma“ und „Augusta Vindelicorum“ dargestellt. Die behelmte Roma, auf dem kapitolinischen Felsen sitzend, zu ihren Füßen Romulus und Remus und der Tiber, reicht der auf sie zugehenden Augusta, mit Mauerkrone und Pinienzapfen geschmückt, die Hand. Zur Augusta gehören die vier Flussgötter und die Fama. Auffallend, nicht die namensgebenden männlichen Flussgottheiten der Wertach und des Lechs sitzen im Vordergrund, sondern die weiblichen Gottheiten Singold und Brunnenbach. Auf dem Gebälk der Triumphbogenarchitektur sitzen Amor und zwei Adler, in der Bogenöffnung steht der städteverbindende Augustus.
Im dritten Relief zieht die Stadtgöttin Augusta Vindelicorum, wieder mit Mauerkrone und Pinienzapfen geschmückt, auf dem Triumphwagen in ihre neue Stadt ein. Über dem Stadttor steht der Wohlstand verleihende Merkur, rechts unten sitzt eine weibliche Gestalt mit dem Füllhorn des Überflusses.

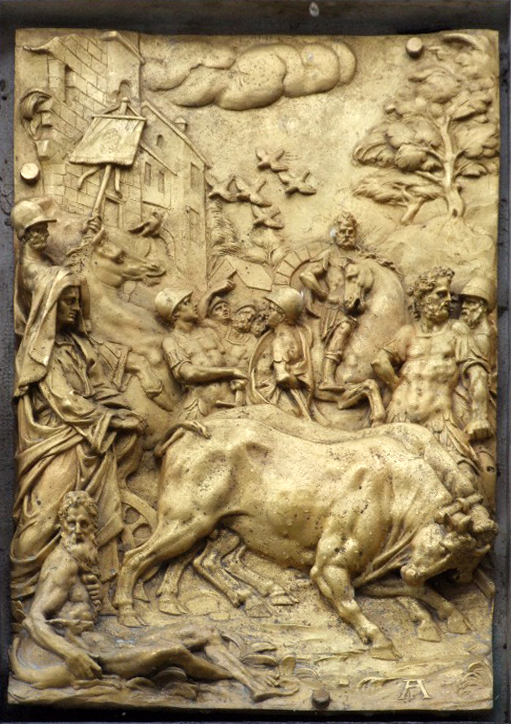
Gründung der Stadt Augsburg
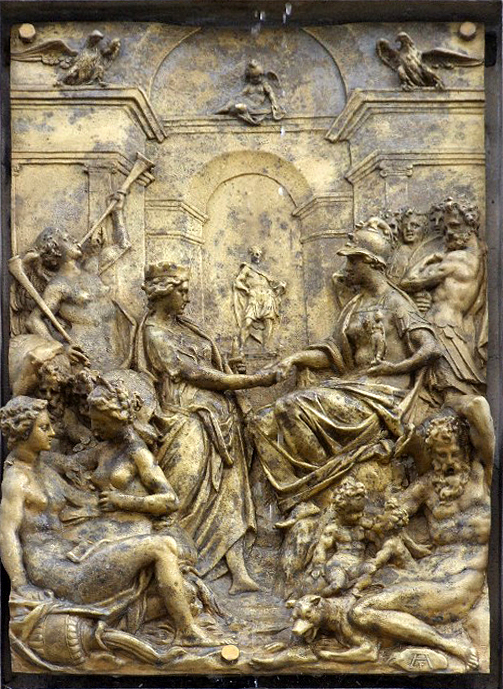
Bündnis von Roma und Augusta Vindelicorum
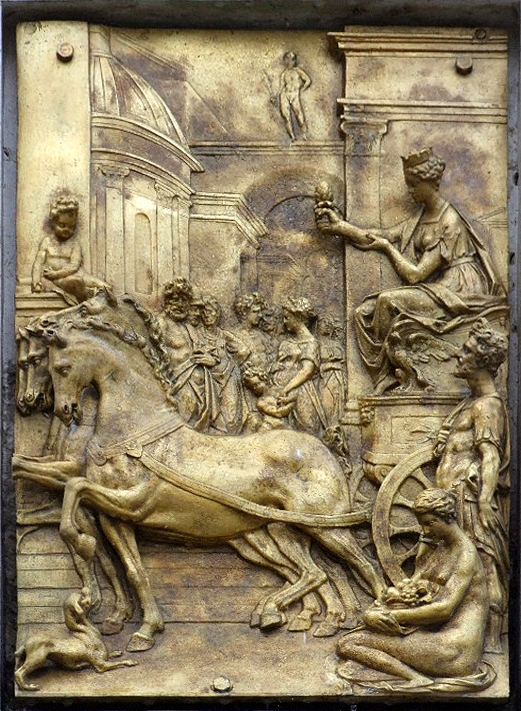
Stadtgöttin auf Triumphwagen

### Inschriften
Die Inschriften des Herkulesbrunnens haben in deutscher Übersetzung folgenden Inhalt:
- Am Fuß des Herkules steht: Adriaen de Vries aus Den Haag, Bildner, hat´s geschaffen im Jahre 1602 nach Christi Geburt.
- An der Nordseite: Dieses Werk wundervoller Kunst von de Vries wurde unter der Stadtpflegerschaft des Johann Welser und des Octavianus Secundus Fugger beschlossen und unter den Stadtpflegern Quirin Rehlinger und Markus Welser im Jahre 1602 aufgestellt.
- In Richtung Hallstraße: Der früher aus Marmor bestehende Säulenfuß wurde wiederhergestellt unter den Stadtpflegern David von Stetten und Octavian Langenmantel im Jahre 1668, hierauf unter den (beiden) Stadtpflegern Paul von Stetten und Ignatius Langenmantel im Jahre 1721 wieder instand gesetzt.
- In Richtung Heilig-Grab-Gasse: Die eherne Statue des Herkules mit den übrigen edlen Bildnissen hat schließlich mit der Brunnensäule eine verstärkte Stütze erhalten unter den Bürgermeistern Anton Barth und Philipp Franz Kremer, als Sebastian Balthasar von Hößlin Stadtbaumeister war, im Jahre 1828.

### Konservierung und Würdigung

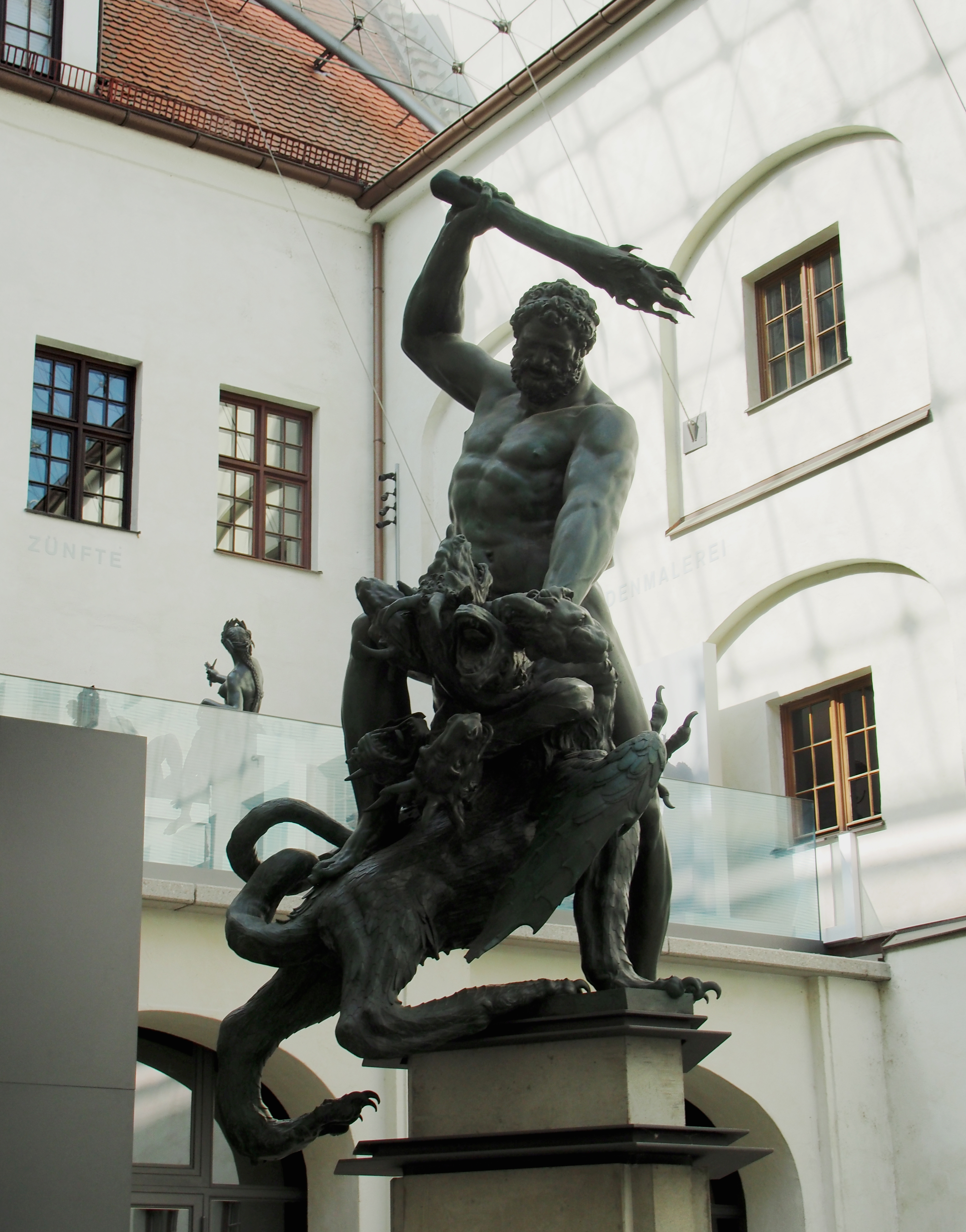
Originalskulptur im Maximalianmuseum

Aus Schutzgründen wurde die originale Bronzestatue des Herkules  in einen Innenraum verbracht, in den glasdachüberdeckten Innenhof des Maximilianmuseums, wo sie präsentiert ist. Die Brunnensäule wird seither von einem Bronzeabguss der Herkulesfigur bekrönt. Auch alle anderen Figuren sowie die Bronzetafeln wurden nach und nach durch wetter- und graffitiresistente Nachgüsse ersetzt und befinden sich seit 2018 im Museum.
Bettina Vaupel von der Deutschen Stiftung Denkmalschutz würdigt die Anlage als „ein Meisterwerk von Adriaen de Vries im Stil des italienischen Manierismus“. Für sie stehen die „Augsburger Monumentalbrunnen für große Bildhauer- und für große Wasserkunst“.

### Politische Bedeutung
Der Brunnen weist auf den „geharnischten“ Reichstag zu Augsburg 1547/48 hin, bei dem Kaiser Karl V. (HRR) den Protestantismus niederwerfen wollte. Die Darstellung des Herkules verkörpert den Kaiser und die siebenköpfige Hydra die sieben deutschen Kurfürsten, die dem Kaiser energischen Widerstand entgegenbrachten. Kaiser Karl V. verdankte den Erwerb der Kaiserkrone dem Augsburger Handelshaus der Fugger, die ihm auch die Mittel für die Niederschlagung der Protestanten im Schmalkaldischen Krieg verschafft hatten. Vermutlich deshalb steht der Herkulesbrunnen vor den Fuggerhäusern.